# Студеницька волость (Переяславський повіт)
Студеницька волость — адміністративно-територіальна одиниця Переяславського повіту Полтавської губернії з центром у селі Студеники.
Станом на 1885 рік складалася з 7 поселень, 18 сільських громад. Населення — 7202 осіб (3522 чоловічої статі та 3680 — жіночої), 1204 дворових господарства.
|                     | Площа, десятин | У тому числі орної, дес. |
| ------------------- | -------------- | ------------------------ |
| Сільських громад    | 8441           | 6414                     |
| Приватної власності | 6500           | 3661                     |
| Казенної власності  | 140            | —                        |
| Іншої власності     | 151            | 57                       |
| Загалом             | 15232          | 10132                    |

Поселення волості:
- Студеники — колишнє державне та власницьке село при ярі Табор за 17 верст від повітового міста, 1772 особи, 298 дворів, православна церква, школа, 3 постоялих двори, лавка, круподерня, 41 вітряний млин, 2 ярмарки на рік. За 2 версти — поштова станція.
- Засупоївський — колишній власницький хутір при річці Супій, 589 осіб, 102 двори, 13 вітряних млинів, кінський завод.
- Козлів — колишнє державне та власницьке село, 2378 осіб, 386 дворів, православна церква, школа, постоялий двір, 33 вітряних млини.
- Кулябівка — колишнє державне та власницьке село при річці Супій, 597 осіб, 95 дворів, православна церква, 18 вітряних млинів.
- Панфили — колишнє державне та власницьке село при річці Супій, 1240 осіб, 208 дворів, православна церква, 53 вітряних млини.

Старшинами волості були:
- 1900 року — козак Пилип Григорович Остапенко[2];
- 1903—1904 роках — козак Герасим Іванович Герасько[3],[4],[5],[6];
- 1913 року — Юхим Петрович Байло[7];
- 1915—1916 роках — Роман Іванович Герасько[8],[9].